# Olival Basto
Olival Basto ist eine Gemeinde im portugiesischen Kreis Odivelas im Distrikt Lissabon. Sie umfasst eine Fläche von 1,36 km² und hat 5840 Einwohner (Stand 30. Juni 2011).

## Lage
Olival Basto liegt am nördlichen Stadtrand von Lissabon in unmittelbarer Nähe zur nördlichen Autobahnumfahrung CRIL. Nachbargemeinden sind Póvoa de Santo Adrião und Odivelas (beide Kreis Odivelas), Camarate und Frielas (beide Kreis Loures) sowie Ameixoeira und Lumiar (Lissabon).

## Geschichte
Der Ort erlebte sein größtes Wachstum zwischen 1940 und 1960 und danach ab 1980. 1989 wurde Olival Basto durch Abtrennung von Póvoa de Santo Adrião eine eigene Freguesia, die am 5. Juni 1997 zur Vila (Kleinstadt) erhoben wurde.
| Bevölkerungsentwicklung in Olival Basto (1991–2011) | Bevölkerungsentwicklung in Olival Basto (1991–2011) | Bevölkerungsentwicklung in Olival Basto (1991–2011) |
| 1991                                                | 2001                                                | 2011                                                |
| --------------------------------------------------- | --------------------------------------------------- | --------------------------------------------------- |
| 7 234                                               | 6 246                                               | 5 812                                               |